# 悪魔の花嫁
『悪魔の花嫁』（デイモスのはなよめ）は、原作：池田悦子、作画：あしべゆうほによる日本のホラー・ファンタジー漫画。

## 概要
秋田書店の『月刊プリンセス』で1975年創刊号より連載。
連載は長期にわたったが物語に決着がつくことなく、掲載誌『別冊ビバプリンセス』の休刊と同時に1990年10月号をもって「第2部」が終了した。
その後、2007年5月7日発売の秋田書店の月刊誌『ミステリーボニータ』6月号にて、「最終章」として連載が再開された。従来の形式はほぼ1話完結の連作というスタイルを基本とする作品群だったが、「最終章」との副題がついてからの連載では各号での掲載が10ページから20ページ弱と少ないためか、1つのエピソードが複数回にわたり掲載されている。時折休載を挟みつつ断続的に継続された。
作画担当のあしべゆうほによる別作品『クリスタル☆ドラゴン』連載再開を受け、『ミステリーボニータ』2014年5月号に掲載されたのを最後に休載。同作品の完結後に本作『悪魔の花嫁』を再開する旨が一つ前の4月号にて編集部より告知されている。
単行本『悪魔の花嫁』は、同社プリンセスコミックスより全17巻にて刊行。また、愛蔵版がプリンセスコミックスDXより全12巻が刊行された他、文庫版が秋田文庫より全12巻にて刊行された。2000年6月（単行本17巻）時点で累計発行部数は1100万部を記録している。
単行本『悪魔の花嫁 -最終章-』は、同社ボニータコミックスより既刊6巻（2014年5月16日時点）。
1983年にはLPにてイメージアルバム『悪魔の花嫁』がリリースされ、2005年にCDにて再発売された。1988年にはOVA化作品『悪魔の花嫁 蘭の組曲』がリリースされた。

## あらすじ
はるか昔、妹のヴィーナスを愛したがためにゼウスにより天界から追放され悪魔になったデイモス。ヴィーナスもまた生きながら朽ちていくという罰を受けた。妹を救うためには現代でヴィーナスの生まれ変わりである美奈子の体を手に入れ、その体にヴィーナスの魂を入れることが必要だった。ヴィーナスを救うために美奈子を誘惑するデイモスだが、次第に美奈子に惹かれていく。
ゲストキャラクターが各短編で主人公になり、それぞれの話にレギュラーであるデイモスと美奈子がかかわっていくオムニバス形式で話が進んでいく作品。大抵は事件に巻き込まれた美奈子がデイモスに救われたり、あるいは美奈子に近づく男がデイモスの誘惑や罠によって破滅する、という物語で構成される。

## キャラクター
「声」はイメージアルバム版およびOVA版における声優
伊布 美奈子（いふ みなこ）
声 - 伊藤かずえ / 荘真由美
初登場時は現代の普通の高校生だが、ヴィーナスの生まれ変わり。デイモスと共に奇怪な事件に次々と巻き込まれていく。
デイモス
声 - 塩沢兼人 / 野沢那智
双子の妹であるヴィーナスを愛したがために天界から追放され悪魔となった。妹を救うために美奈子を誘惑する。だが、次第に美奈子自身に惹かれていくようになり、両者への思いに板挟みとなっていく。
ヴィーナス
声 - 藤田淑子（OVA版のみ）
デイモスの双子の妹で、ゼウスにより生きながら体が朽ちていき最後には消滅してしまうという罰を受ける。デイモスが美奈子に惹かれていることを知り、激しい嫉妬の炎を燃やす。

## 書誌情報
- 池田悦子（原作） / あしべゆうほ（作画） 『悪魔の花嫁』 秋田書店〈プリンセスコミックス〉、全17巻
  1. 1975年11月21日発売[4]、ISBN 4-253-07010-8
  2. 1976年3月12日発売[5]、ISBN 4-253-07011-6
  3. 1976年9月20日発売[6]、ISBN 4-253-07012-4
  4. 1977年3月25日発売[7]、ISBN 4-253-07013-2
  5. 1977年8月24日発売[8]、ISBN 4-253-07014-0
  6. 1978年2月8日発売[9]、ISBN 4-253-07015-9
  7. 1978年7月7日発売[10]、ISBN 4-253-07016-7
  8. 1979年3月16日発売[11]、ISBN 4-253-07017-5
  9. 1979年10月23日発売[12]、ISBN 4-253-07018-3
  10. 1980年9月3日発売[13]、ISBN 4-253-07019-1
  11. 1981年3月3日発売[14]、ISBN 4-253-07020-5
  12. 1981年6月18日発売[15]、ISBN 4-253-07021-3
  13. 1982年3月3日発売[16]、ISBN 4-253-07022-1
  14. 1982年8月5日発売[17]、ISBN 4-253-07023-X
  15. 1983年2月4日発売[18]、ISBN 4-253-07024-8
  16. 1984年4月3日発売[19]、ISBN 4-253-07025-6
  17. 1990年11月2日発売[20]、ISBN 4-253-07026-4
- 池田悦子（原作） / あしべゆうほ（作画） 『悪魔の花嫁 -最終章-』 秋田書店〈ボニータコミックス〉、既刊6巻（2014年5月16日現在）
  1. 2008年6月16日発売[21]、ISBN 978-4-253-26041-1
  2. 2009年12月16日発売[22]、ISBN 978-4-253-26042-8
  3. 2011年1月14日発売[23]、ISBN 978-4-253-26043-5
  4. 2012年1月16日発売[24]、ISBN 978-4-253-26044-2
  5. 2013年4月16日発売[25]、ISBN 978-4-253-26045-9
  6. 2014年5月16日発売[26]、ISBN 978-4-253-26046-6

### 愛蔵版
- 池田悦子（原作） / あしべゆうほ（作画） 『悪魔の花嫁』 秋田書店〈プリンセスコミックスDX〉、全12巻
  1. 1994年7月発売、ISBN 4-253-15330-5
  2. 1994年7月発売、ISBN 4-253-15331-3
  3. 1994年8月発売、ISBN 4-253-15332-1
  4. 1994年8月発売、ISBN 4-253-15333-X
  5. 1994年9月発売、ISBN 4-253-15334-8
  6. 1994年9月発売、ISBN 4-253-15335-6
  7. 1994年10月発売、ISBN 4-253-15336-4
  8. 1994年10月発売、ISBN 4-253-15337-2
  9. 1994年11月発売、ISBN 4-253-15338-0
  10. 1994年11月発売、ISBN 4-253-15339-9
  11. 1994年12月発売、ISBN 4-253-15340-2
  12. 1994年12月発売、ISBN 4-253-15341-0

### 文庫版
- 池田悦子（原作） / あしべゆうほ（作画） 『悪魔の花嫁』 秋田書店〈秋田文庫〉、全12巻
  1. 1996年7月発売、ISBN 4-253-17254-7
  2. 1996年7月発売、ISBN 4-253-17255-5
  3. 1996年9月発売、ISBN 4-253-17256-3
  4. 1996年9月発売、ISBN 4-253-17257-1
  5. 1996年11月発売、ISBN 4-253-17258-X
  6. 1996年12月発売、ISBN 4-253-17259-8
  7. 1997年1月発売、ISBN 4-253-17260-1
  8. 1997年1月発売、ISBN 4-253-17261-X
  9. 1997年3月発売、ISBN 4-253-17262-8
  10. 1997年5月発売、ISBN 4-253-17263-6
  11. 1997年7月発売、ISBN 4-253-17264-4
  12. 1997年9月発売、ISBN 4-253-17265-2

### 関連書籍
- 『悪魔の花嫁 - 幻の未収録作品&秘蔵原画集』2009年12月16日発売[27]、ISBN 978-4-253-10207-0

## ドラマ
1980年7月26日、テレビ朝日の「土曜ワイド劇場」においてサスペンスドラマ『怪奇シリーズ第一夜 悪魔の花嫁 呪われた百物語』として放送された。原案は「悪魔の花嫁 百壱物語」でキャラクターの名前や役回り等も変わっている。怪奇ものではあるが非現実的なものではなく悪魔は出てこず産業スパイを絡めた物語となっている。
出演者
- 夏純子、田村亮、岡田奈々、市毛良枝、原田大二郎 他

スタッフ
- 原案：池田悦子・あしべゆうほ『悪魔の花嫁 百壱物語』
- 脚本：池田雄一
- 音楽：津島利章
- 監督：佐藤肇
- 制作：大映テレビ

## イメージアルバム
1983年3月21日、イメージアルバム『悪魔の花嫁』がLPで発売（日本コロムビア、規格品番：CX-7093）。2005年にCD化。
キャスト
- 坂井紀雄（歌）
- 川島和子（スキャット）
- 伊藤かずえ（歌・ナレーション・朗読）
- 塩沢兼人（ナレーション・朗読）
- 杉山佳寿子（ナレーション・朗読）

本イメージアルバムに収録された「悪魔の花嫁」（歌：伊藤かずえ）はシングルカット（規格品番：AH-323）もされた。

## OVA
『悪魔の花嫁 蘭の組曲』と題して、1988年10月5日にOVAがリリースされた。今のところDVD化はされていない。
監督はりんたろう、脚本は原作者である池田悦子が担当している。なお、声優はイメージアルバム版とは異なるが、イメージアルバムでデイモスを演じた塩沢兼人が大庭要を演じている。
スタッフ
- 監督：りんたろう
- 脚本：池田悦子
- キャラクター原案：あしべゆうほ
- 製作：秋田貞美、渡辺亮徳
- 企画：神永悦也、石黒吉貞
- 音響効果：福島音響、上松淳一
- 製作・発売：秋田書店、東映ビデオ
- 製作協力：マッドハウス

キャスト
- デイモス:野沢那智
- 美奈子:荘真由美
- ヴィーナス:藤田淑子
- 大庭瞳子:武藤礼子
- 大庭要:塩沢兼人
- 江森浩子
- 大庭父:青野武
- 今村刑事：増岡弘
- まさお：島田敏
- 片石千春
- 久松：草尾毅